# 가우룽싱

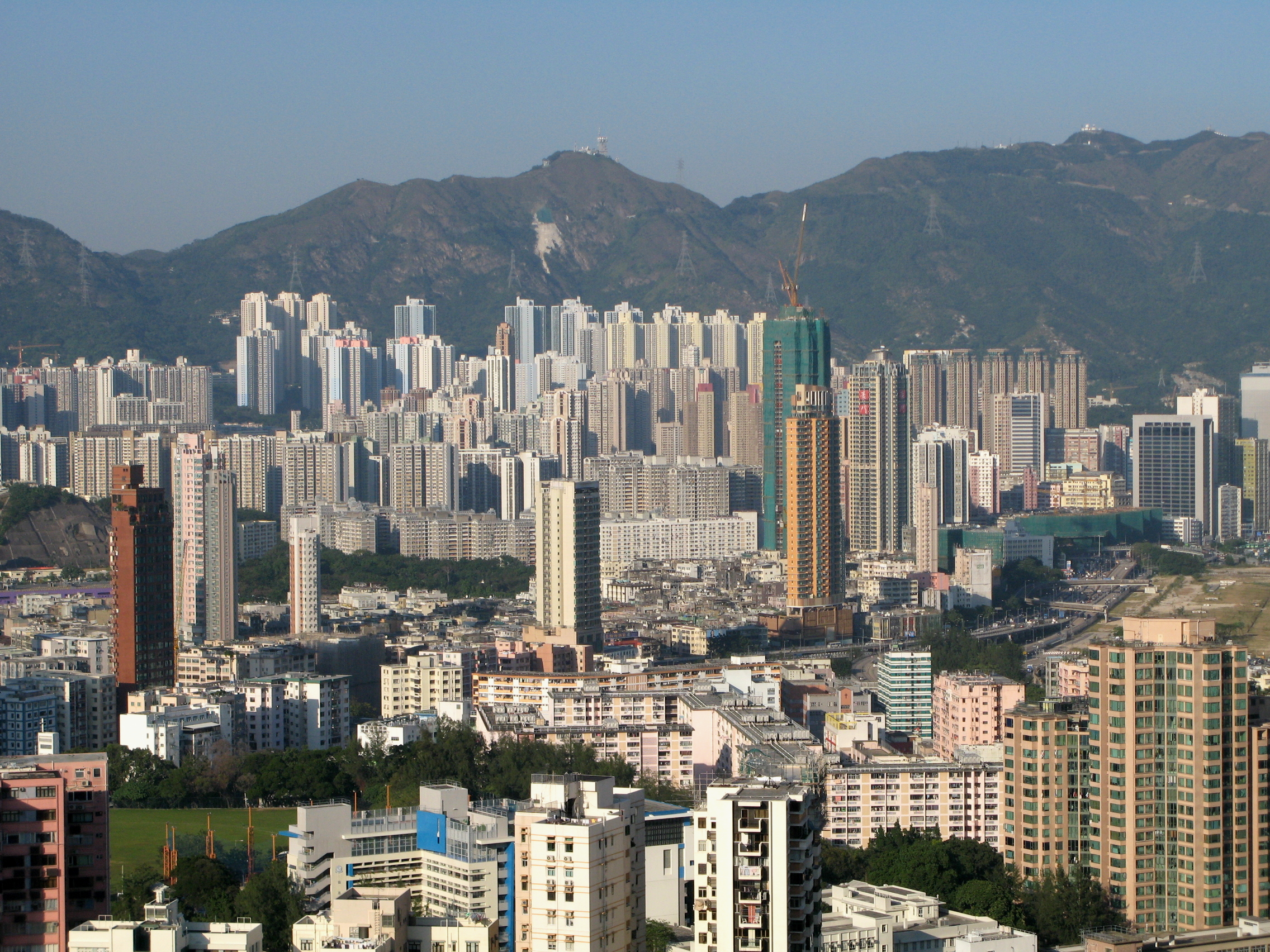
주룽청의 고층빌딩

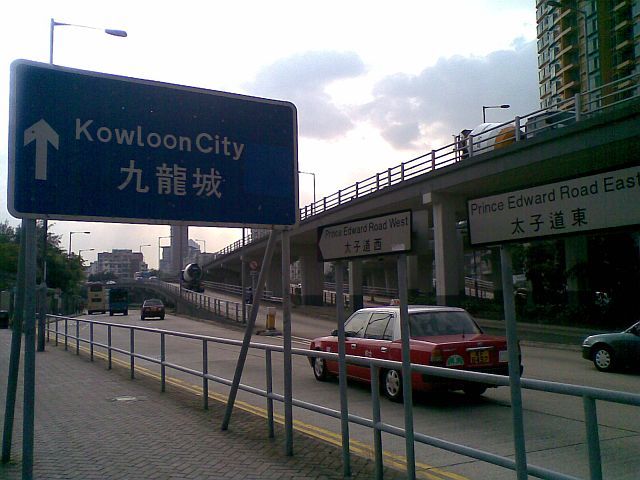
프린스에드워드 로드

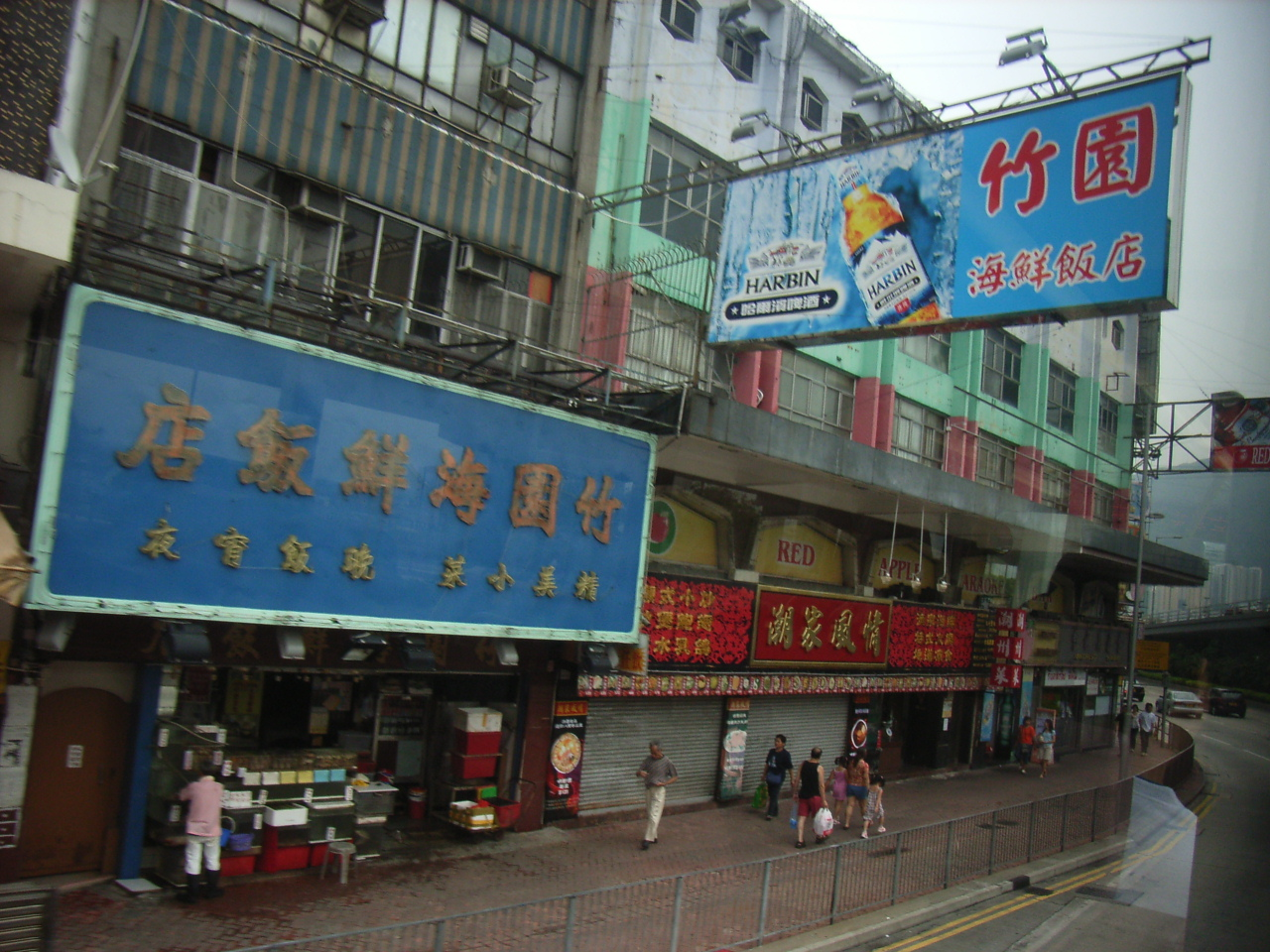
프린스에드워드 로드의 식당

일찍이 진나라 (221 BC-206 BCE)에서와 같이, 구룡시는 진주 생산으로 유명했다. 송나라 (960-1279) 동안, 구룡시는 중국 정부에 의해 지배 소금 마당의 부분이었다 쿤 푸 청 (官 富 場)의 일부였다. 지역의 일부는 청나라 시대에 건립 원래 구룡 성채의 위치였다. 이것은 지금 구룡 성채 공원입니다.구 카이 탁 국제 공항은 지역에 위치했다
주룽청 / 카우룬 씨티Kowloon City(한국어: 구룡성, 중국어: 九龍城, 병음: Jiǔlóngchéng, 광둥어:가오롱씽)은 홍콩 주룽의 지역이다. 명칭은 구룡성채에서 유래하고 행정적으로는 주룽청 구에 속한다.
행정상의 주룽청 구와 비교해서 주룽청 지구는 남쪽으로 프린스에드워드 로드(太子道), 북쪽으로 록푸(樂富), 동쪽으로 카이닥 수로(啟德明渠), 서쪽으로 가우룬짜이(九龍仔)와 모호하게 경계하고 있다.

## 같이 보기
- 홍콩의 지역 목록